# (33237) 1998 GY8
1998 GY8 (asteroide 33237) é um asteroide da cintura principal. Possui uma excentricidade de 0.21630810 e uma inclinação de 13.56494º.
Este asteroide foi descoberto no dia 2 de abril de 1998 por LINEAR em Socorro.